# San Juanito Itzícuaro
San Juanito Itzícuaro es una localidad del estado mexicano de Michoacán. Es parte del municipio de Morelia.

## Toponimia
El nombre «San Juanito» hace referencia al santo patrono de la localidad: Juan el Bautista. El nombre «Itzícuaro» proviene de los términos en purépecha: itzi, agua; cuaro, locativo. Su significado es «Lugar de agua».

## Historia
La población fue fundada a partir de la desamortización y fragmentación de la antigua Hacienda de Itzícuaro.

## Demografía
| Gráfica de evolución demográfica |
|                                  |

| Censo | Población |
| ----- | --------- |
| 1940  | 153       |
| 1950  | 172       |
| 1960  | 269       |
| 1970  | 318       |
| 1980  | 389       |
| 1990  | 632       |
| 2000  | 932       |
| 2010  | 2044      |
| 2020  | 2738      |